# Sergiolus hosiziro
Sergiolus hosiziro är en spindelart som först beskrevs av Takeo Yaginuma 1960.  Sergiolus hosiziro ingår i släktet Sergiolus och familjen plattbuksspindlar. Inga underarter finns listade i Catalogue of Life.